# Les Quatre Fantastiques et le Surfer d'argent (jeu vidéo)
Pour le film, voir Les Quatre Fantastiques et le Surfer d'argent.
Les Quatre Fantastiques et le Surfer d'argent est un jeu vidéo d'action édité par 2K Games et développé par 7 Studios ou Visual Concepts selon les plates-formes, sorti à l'été 2007 en Amérique du Nord, puis en Europe. Le jeu est conçu pour plusieurs consoles tels que la PlayStation 2, la PlayStation 3, la Wii, la Xbox 360 et la Nintendo DS. Il est adapté du film du même nom, lui-même sorti en 2007 et réalisé par Tim Story.
Le jeu met en scène les Quatre Fantastiques et le Surfer d'argent, personnages issus de l'univers Marvel Comics.

## Trame

### Personnages
Les personnages joueurs du jeu sont les Quatre Fantastiques. L'utilisateur peut changer en cours de jeu de personnage ou jouer en coopération avec d'autres joueurs. Chaque personnage a ses propres capacités.
- Reed Richards / Mr Fantastique
- Susan Storm / la Femme invisible
- Ben Grimm / la Chose
- Johnny Storm / la Torche Humaine

### Scénario
Un mystérieux extraterrestre, le Surfer d'argent est arrivé sur Terre. Les joueurs doivent découvrir la raison de sa présence. Le scénario suit grossièrement celui du film et contient également des histoires parallèles mettant en scène des personnages issus des comics.

## Système de jeu
Le joueur peut jouer n'importe quel membre des Quatre Fantastiques. En fonction du personnage, les attaques sont différentes et dépendent de ses pouvoirs. Il est également possible de combiner les pouvoirs de deux personnages pour avoir une attaque plus puissante.

## Réception
Ce jeu vidéo souffre des défauts classiques des jeux à licence de cinéma qui sont développés à la hâte pour respecter les délais. Les défauts relevés par les critiques sont les suivants : gameplay limité, jeu répétitif, design médiocre, temps de jeu court. Si l'on regarde les deux adaptations en jeu vidéo des Quatre Fantastiques basées sur des films. Le prédécesseur Les Quatre Fantastiques était plus centré sur le film dont il était tiré. Les Quatre Fantastiques et le Surfer d'argent incorpore des éléments du film et également des comics. Le premier relie les jeux vidéo aux films et le second relie les jeux vidéo aux comics. Cette stratégie se retrouve dans d'autres adaptations des films Marvel en jeu vidéo.